# Ediango
Ediango ou Ediengo est un village de la Région du Littoral au Cameroun, situé dans la commune de Melong.

## Population et développement
En 1967, la population de Ediango était de 157 habitants, essentiellement des Mbo. Lors du recensement de 2005, elle était de 151 habitants.